# 梁金輝
梁金輝（Leung, Kam Fai，1986年7月17日—），香港職業足球員，擔任後衛，曾效力香港甲組足球聯賽 HK08、愉園、和富大埔…後來因為各種原因到「升班馬」沙田。2014年重回香港超級聯賽加盟橫濱FC香港足球隊。足球以外，他現在亦有發展自己的業務。

## 球員生涯
梁金輝出身自流浪青年軍，及後轉投香港08，2002年香港08，目標很清晰地是為應付08年奧運外圍賽，解決過往只會在大賽前倉促成軍的問題。首季參與丙組聯賽獲得冠軍取得升班資格，翌季有幸獲邀加入球隊擔任教練工作，團隊裡還有黎新祥，曾偉忠，陳曉明及朱國權四名教練，跟他們工作，確是獲益良多。曾先後效力香雪製藥、愉園及和富大埔。加盟大埔初期身穿5號球衣，並且是正選中堅。2007年球季開始改穿16號球衣，亦較多以左右後衛或中場身份上陣。於2008年夏天，轉投香港乙組足球聯賽球隊沙田，並協助球隊取得升班資格。可惜於2009年因十字韌帶受傷而退出香港東亞運足球代表隊。2014年重回香港超級聯賽加盟橫濱FC香港足球隊。
曾入選香港16歲以下代表隊及香港奧運足球代表隊成員。他與兄長梁德輝曾一同效力流浪青年軍，也曾一起入選香港學界足球代表隊，當時是暑假，好像是15歲，那年我和哥哥參加了青苗計劃。我們年齡不同，但屬於同組別，並一起獲選入流浪青年軍，但我第一次正規比賽是加盟流浪之前的事。那年14歲，我有幸代表香港隊到國內比賽，印象中有清遠和北京，還有廣州等不同隊伍。我清楚記得，他們的體能比我們強很多，但技術上則我們會較好一些。
流浪青年軍是一個重要的起步點，我在那裡過得很快樂；之後我通過數次選拔，成功加入香港08，成為足總重點培訓的其中一員。這段日子，認識了很多至今都非常要好的朋友。後來我先後踢過HK08、香雪製藥和愉園，之後才效力和富大埔。那時除了中堅和邊衛，教練也安排過我做防守中場，感覺挺好的。但是，後來我覺得有必要在學業上再進修。畢竟在香港做足球員，除了薪水不高，年紀大了便很輸蝕，往後求職會比較困難。所以想及早拿個學位在手，為往後生活拿個保障。所以2008年夏天，轉投香港乙組足球聯賽球隊沙田，並協助球隊取得升班資格。好景不常，2009因十字韌帶受傷而退出東亞運足球代表隊，開始萌生退役念頭。

## 生活簡歷
他把運動員努力不懈、積極學習的精神投放到裝修工作上。開始時，他在與朋友開設的工程公司中邊學邊做，生意亦已漸上軌道。最近，其業務更擴展至活動裝修佈置，早前其公司就為科學園設計了一個「人肉足球機」，於科學園的室內場地搭建臨時小型足球場，讓人在室內都能享受足球活動。活動得到好評，同時達到推廣足球的效果。
由足球到裝修工程這「人生新一章」，他不諱言當初遇到最大困難是英語：「上課、溝通全是英語，放下書本多年要追上英語進度不容易，聽書及溫習都感到吃力。」於是，他早年透過HKACEP報讀了EF Englishtown綜合英語課程，又不時參加Life Club英語大本營活動，通過不同運動及聯誼聚會方式學習英文。運動員出身的他曾經參與跳繩、保齡球及滑板等英語運動課，最近更曾在戶外上Boot Camp健身課，通過與外籍導師Dave Potgieter交談對話，讓英語學習變得有趣。
抱著運動員心態，無論從事哪個行業都能堅定信念及以堅韌毅力闖出成就。他更把「Never Give Up」的口號印在自己裝修公司的運動衫上，提醒自己就算經歷困難都永不放棄。他更以成為工程師為終極目標，雖然目前只是個「工程業初哥」，談工程夢仍言之尚早，但能在發展新事業的同時為香港足球運動開拓新天地，這份動力相信能令他繼續打拼。